# هاينريش أغاثون بيرنشتاين
هاينريش أغاثون بيرنشتاين (بالألمانية: Heinrich Agathon Bernstein)‏ (و. 1828 – 1865 م) هو عالم نبات، وعالم طيور، وعالم حشرات من ألمانيا . ولد في فروتسواف .
وكان عضو في الأكاديمية الألمانية للعلوم ليوبولدينا .
توفي في جزيرة سالاواتي ، عن عمر يناهز 37 عاماً.